# Forge of Empires
Forge of Empires (kort: FoE) is een gratis browser-gebaseerde MMOG, ontwikkeld door InnoGames. De Nederlandstalige versie van het browserspel werd officieel geopend op 2 mei 2012, na de Duits- en Engelstalige versie. Inmiddels is het spel beschikbaar in 25 verschillende talen.

## Spel
Het doel van het spel is het uitbouwen van de eigen stad. Op die manier verdient men punten, waarmee men kan stijgen op de ranglijst. Het spel situeert zich aanvankelijk in de steentijd. Door middel van onderzoeken en door het ontdekken van nieuwe technologieën evolueert men vanuit de steentijd naar de bronstijd, vervolgens naar de ijzertijd om zo de vroege, hoge, late middeleeuwen, het koloniale tijdperk, het industriële tijdperk, het progressieve tijdperk, het moderne tijdperk, het postmoderne tijdperk, het hedendaagse tijdperk, morgen en de toekomst te doorkruisen. Maar het spel zal zelfs doorlopen tot in de verre toekomst.
Men kan dit spel alleen spelen of samen met anderen door lid te worden van een gilde. Als een speler lid is van een gilde, zal die bepaalde voordelen hebben zoals extra Forgepunten, goedkoper gebouwen plaatsen en sneller legers maken. Hoe beter de gilde, hoe beter de voordelen. Maar zeker de top gildes stellen ook hun eisen aan hun leden.
Ook komen er enkele extra spellen bij zoals de Gilde expeditie, Gilde strijdperk en Gilde vs Gilde. Hier zijn ook weer extra beloningen te verdienen.
In Forge of Empires heeft men als speler zelf de touwtjes in handen. De speler bepaalt zelf welke gebouwen hij/zij waar bouwt, maar ook zelf welke aanvalstactiek hij/zij hanteert. De speler kan zelf de eenheden selecteren die deel uitmaken van zijn/haar leger en daarnaast in het gevecht zelf die eenheden besturen door ze te verplaatsen, te laten aanvallen of terug te trekken. De speler kan zowel vechten tegen computergestuurde tegenstanders als tegen andere spelers.

### Grootse Gebouwen
Grootse gebouwen kunnen gebouwd worden door een speler als de speler alle blauwdrukken van dat gebouw heeft verzameld. De meeste gebouwen zijn gebaseerd op bekende (historische) gebouwen uit het echte leven, maar sommige zijn ook fictioneel en ontworpen door concept artists van InnoGames zelf. Momenteel zijn er meer dan 40 grootse gebouwen in het spel te vinden.
| Geen tijdperk     | Bronstijd           | IJzertijd             | Vroege middeleeuwen | Hoge middeleeuwen      | Late middeleeuwen  | Koloniale tijdperk       | Industriële tijdperk | Progressieve tijdperk |
| ----------------- | ------------------- | --------------------- | ------------------- | ---------------------- | ------------------ | ------------------------ | -------------------- | --------------------- |
| Sterrenwacht      | Toren van Babel     | Colosseum             | Hagia Sophia        | Basiliek van San Marco | Basiliuskathedraal | Frauenkirche van Dresden | Royal Albert Hall    | Château Frontenac     |
| Reliekentempel    | Standbeeld van Zeus | Pharos van Alexandrië | Dom van Aken        | Notre-Dame             | Castel del Monte   | Deal Castle              | Capitool             | Alcatraz              |
| Orakel van Delphi |                     |                       | Galatatoren         |                        |                    |                          |                      |                       |

| Moderne tijdperk | Postmoderne tijdperk | Hedendaagse tijdperk | Morgen                               | Toekomst         | Arctiche toekomst   | Oceanische toekomst | Virtuele Toekomst |
| ---------------- | -------------------- | -------------------- | ------------------------------------ | ---------------- | ------------------- | ------------------- | ----------------- |
| Space Needle     | Cape Canaveral       | Lotustempel          | Truce Tower (voorheen Dynamic Tower) | De Arc           | Gaia-standbeeld     | Atlantis-Museum     | Terracottaleger   |
| Atomium          | Habitat              | Innovation Tower     | Voyager V1                           | Regenwoudproject | Zadenkluis          | De Kraken           | Himeji Castle     |
|                  |                      |                      |                                      |                  | Arctische oranjerie | De Blauwe Melkweg   |                   |

| Ruimtetijdperk: Mars | Ruimtetijdperk: Astroïdengordel | Ruimtetijdperk: Venus | Ruimtetijdperk: Jupiter-maan | Ruimtetijdperk: Titan       |
| -------------------- | ------------------------------- | --------------------- | ---------------------------- | --------------------------- |
| Sterrenkijker        | Ruimtevrachtschip               | Vliegend eiland       | A.I.-kern                    | Saturnus VI-poort CENTAURUS |
| Het Virgo Project    |                                 |                       |                              | Saturnus VI-poort PEGASUS   |
|                      |                                 |                       |                              | Saturnus VI-poort HYDRA     |

## Taalversies
Het spel werd oorspronkelijk gelanceerd in het Duits. Al snel volgde een Engelstalige, Nederlandstalige en Franstalige versie en inmiddels is het spel vertegenwoordigd in 25 verschillende talen. Daarnaast is er ook nog een bètaversie, waarop nieuwe updates getest worden voor de internationale lancering ervan.
| Duitsland (24 werelden) | Internationaal (Engels) (17 werelden) | Frankrijk/België (21 werelden) | Nederland/België (7 werelden) | Italië (9 werelden)    | Griekenland (5 werelden) |
| Rusland (14 werelden)   | Roemenië (5 werelden)                 | Polen (8 werelden)             | Spanje (11 werelden)          | Portugal (4 werelden)  | Brazilië (11 werelden)   |
| Tsjechië (7 werelden)   | Verenigde Staten (27 werelden)        | Hongarije (5 werelden)         | Zweden (4 werelden)           | Slowakije (4 werelden) | Turkije (6 werelden)     |
| Denemarken (5 werelden) | Noorwegen (5 werelden)                | Aziatisch (2 werelden)         | Zuid-Korea (2 werelden)       | Mexico (4 werelden)    | Argentinië (4 werelden)  |
| Finland (3 werelden)    | Bèta (Engels) (1 wereld)              |                                |                               |                        |                          |